# Лансдаун Роуд (станция)
Лансдаун Роуд — железнодорожная станция, открытая 1 июля 1870 года и обеспечивающая транспортной связью район Болсбридж в городе-графстве Дублин, Республика Ирландия. Расположена на одноимённой улице и примыкает к стадиону Авива, заменившего Лансдаун Роуд Стадиум.